# Murena Motors

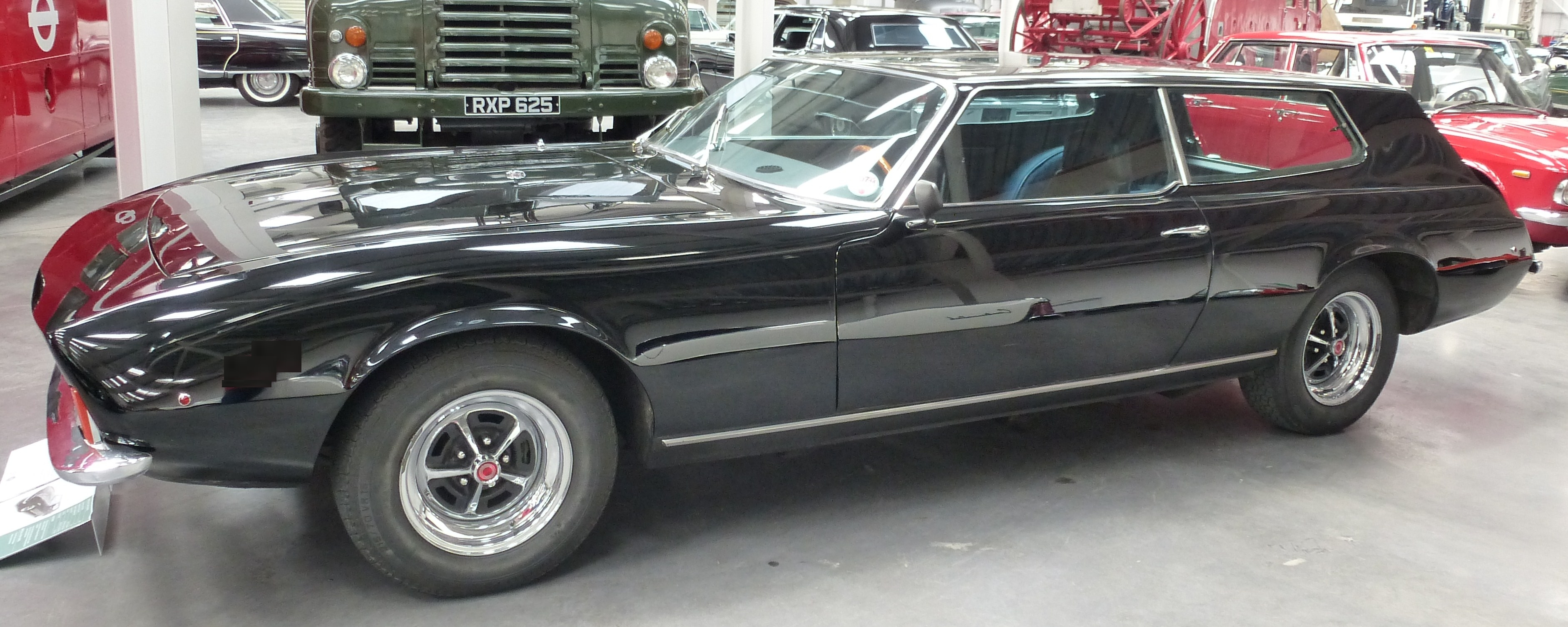
Murena GT von 1969

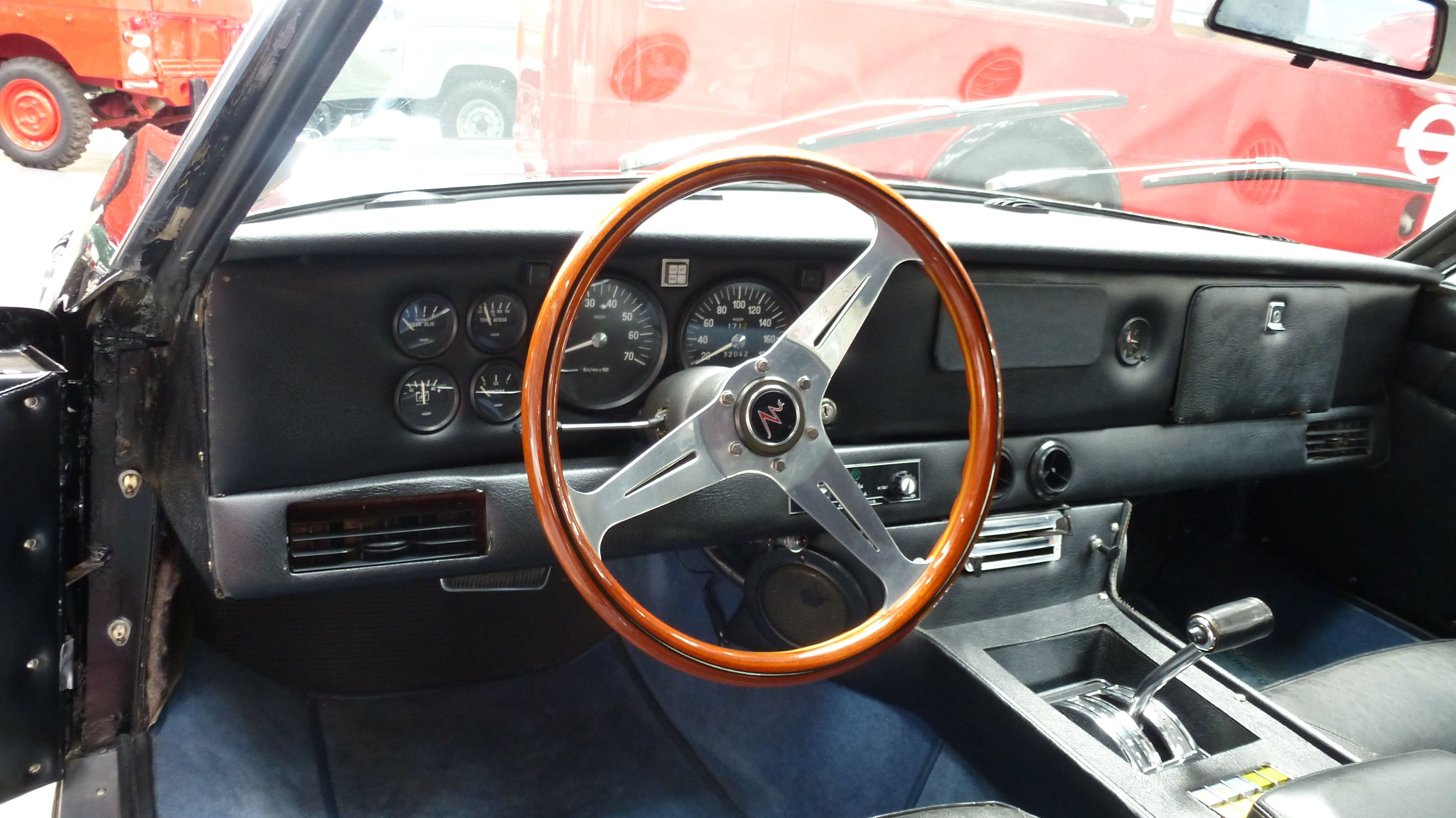
Interieur

Die Murena Motors Corporation war ein US-amerikanischer Automobilhersteller, der 1969 bis 1970 in New York City ansässig war.

## Beschreibung
Das einzige Modell war ein Kombi, dessen Front dem Fiat Dino ähnlich sah. Der Wagen hatte 2997 mm Radstand und war 5207 mm lang. Angetrieben wurde der Murena von einem Ford-V8-Motor mit 7030 cm³ Hubraum, der 360 bhp (265 kW) bei 4600 min−1 leistete. Damit entsprachen auch die Fahrleistungen denen eines Sportwagens.
Der Wagen wog 1708 kg und kostete 14.950,– US$ an der Ostküste; an der Westküste war er um 1.000,– US$ teurer.